# 奥古斯特·沃斯
奥古斯特·爱德华多维奇·沃斯（俄语：Август Эдуардович Восс；1916年10月30日—1994年2月10日）拉脱维亚人，苏联党和国家领导人。曾任拉脱维亚共产党中央第一书记、苏联最高苏维埃民族院主席等职。

## 生平
- 1916年10月17日（格里历：10月30日）出生于沙俄托博尔斯克省维库洛沃区萨尔特科沃村的一户农民家庭。1939年毕业于秋明师范学院。
- 1939年-1940年，鄂木斯克州维库洛沃第1学校教师。
- 1940年-1943年，苏联红军服役，负责政治工作。1942年加入联共（布）。
- 1943年-1945年，鄂木斯克州维库洛沃第1学校主任。
- 1945年-1949年，拉脱维亚共产党（布）中央委员会讲师。其间，1945年-1948年，联共（布）中央高级党校学习。
- 1949年-1950年，拉共（布）中央委员会科学和高等教育部门的负责人，拉脱维亚大学党委书记。
- 1950年-1953年，联共（布）中央委员会社科院研究生院学习，获经济学副博士学位。
- 1953年-1954年，拉共中央委员会科学文化处处长。
- 1954年-1960年1月，拉共中央组织部部长。
- 1960年1月-1966年4月，拉共中央委员会书记。
- 1966年4月-1984年4月，拉共中央第一书记。
- 1984年4月-1989年5月，苏联最高苏维埃民族院主席。
- 1989年5月起退休，享受国家津贴待遇。
- 1994年2月10日于莫斯科逝世，享年77岁。葬于特罗耶库罗夫公墓。

沃斯是苏共22-27大代表，第24-27届中央委员。苏联第7-11届最高苏维埃民族院代表，第4-9届拉脱维亚苏维埃社会主义共和国最高苏维埃代表。沃斯精通拉脱维亚语和俄语。

## 荣誉
- 四次列宁勋章
- 十月革命勋章
- 两次一级卫国战争勋章
- 四次劳动红旗勋章
- 纪念列宁诞辰一百周年奖章